# 結城稜
結城 稜（ゆうき りょう - 8月20日）は、日本の漫画家。男性。

## 作品リスト
- REIRA（東京三世社）
- ウィッチ（東京三世社）
- お姉さん倶楽部（東京三世社）
- シーラ日記（東京三世社）（フロム出版）
- 神無月の恋（東京三世社）
- 魔女カクテル（東京三世社）
- 爛熟の果実（東京三世社）
- 狂誌曲〜ラプソディ〜（東京三世社）
- 天翔る時の雫（東京三世社）
- トパーズ（東京三世社）
- 同居人（実業之日本社）
- クリムゾンハート（竹書房）
- 四季（フロム出版）
- 色彩時計（実業之日本社）
- クリスマスの恋人たち（フロム出版）
- ディーバ（実業之日本社）
- 天翔る時の雫（フロム出版）
- セーラー服の香り（実業之日本社）
- ヘヴンリィ（竹書房）
- One Love（実業之日本社）
- キズナ（スクウェア・エニックス）
- ましゅまろえっち（竹書房）